# Cargo comissionado
Cargos comissionados são funções de livre nomeação e sujeitas a exoneração por autoridade competente. Eles são utilizados na administração pública em postos de direção, chefia e assessoramento, sem a exigência de aprovação prévia em concurso público.
A previsão de cargos comissionados tem como justificativa conferir flexibilidade à gestão pública, permitindo a formação de equipes de confiança, que observem os princípios da legalidade, impessoalidade, moralidade, publicidade e eficiência (artigo 37, caput, da Constituição). São, em geral, ocupados por burocratas de médio e alto escalão, desempenhando funções estratégicas de gestão e assessoramento.
Não são cargos efetivos, isto é, não garantem estabilidade funcional, nos termos da referida legislação;
O vínculo geralmente segue o regime jurídico próprio do servidor público (estatutário), mas em algumas instituições, como empresas públicas ou sociedades de economia mista, pode haver cargos comissionados regidos pela Consolidação das Leis do Trabalho (CLT);

## Características
- A nomeação é discricionária, cabendo à autoridade administrativa escolher livremente o ocupante do cargo (artigo 37, inciso II e V, da Constituição Federal e Lei nº 8.112/1990);
- Não são cargos efetivos, isto é, não garantem estabilidade funcional, nos termos da referida legislação;
- O vínculo geralmente segue o regime jurídico próprio do servidor público (estatutário), mas em algumas instituições, como empresas públicas ou sociedades de economia mista, pode haver cargos comissionados regidos pela Consolidação das Leis do Trabalho (CLT);
- Possuem natureza temporária e têm função estratégica de gestão ou assessoramento, de acordo com o entendimento consolidado no Supremo Tribunal Federal (STF) e o o Decreto nº 9.727/2019;
- Parte deles deve obrigatoriamente ser ocupada por servidores efetivos, de acordo com o entendimento consolidado no Supremo Tribunal Federal e o o Decreto nº 9.727/2019.
- Possuem natureza temporária e têm função estratégica de gestão ou assessoramento, de acordo com o entendimento consolidado em jurisprudência do STF.

## Exemplos
Em prefeituras brasileiras, é comum encontrar cargos comissionados em diversas áreas estratégicas, como chefes de gabinete, secretários de governo, diretores de departamentos e assessores especiais.
No âmbito estadual, secretarias de Estado costumam contar com cargos comissionados para funções de direção e assessoramento, como subsecretários, chefes de unidades regionais e coordenadores de programas.
Na administração pública federal, cargos em comissão são utilizados em ministérios e autarquias, ocupados por secretários-executivos, assessores especiais, diretores de departamento e chefes de gabinete.

## Na literatura
Estudos sobre cargos comissionados na administração pública brasileira apontam desafios na profissionalização dessas funções. Uma pesquisa na Câmara dos Deputados revelou desproporção entre cargos comissionados e servidores efetivos, além da ausência frequente de requisitos adequados de escolaridade, o que pode comprometer a eficiência administrativa prevista na Constituição. Outro levantamento identificou que apenas 24% dos órgãos federais realizam processos seletivos para cargos em comissão, nos quais predominam análise curricular e entrevistas, valorizando formação acadêmica e experiência profissional.
No debate mais amplo, estudos comparativos indicam que muitos países buscam profissionalizar a liderança pública com base em mérito, competências definidas, objetivos claros e avaliação de desempenho, práticas recomendadas por organismos multilaterais como a OCDE. No entanto, a literatura destaca que nomeações pautadas em relações de confiança e apoio político também cumprem papel relevante na governança, favorecendo a implementação de políticas, a formação de alianças e o alinhamento às agendas de governo.
A profissionalização do ingresso no serviço público ao longo do século XX ocorreu em paralelo à manutenção dos sistemas de indicação política, os chamados cargos comissionados, que têm como objetivo garantir que governos eleitos contem com representação interna para implementar suas políticas e assegurar a continuidade das atividades essenciais do Estado. Embora inerentes ao jogo democrático e fundamentais para a governabilidade, tais cargos enfrentam críticas recorrentes no Brasil, muitas vezes associadas à percepção de uso político enviesado e à criminalização da política, o que pode enfraquecer a democracia.
Estudos recentes apontam ainda riscos adicionais, como o uso estratégico dos mecanismos burocráticos para consolidar poder e o processo de militarização da administração pública, substituindo cargos comissionados por membros das forças armadas e da polícia militar. Especialistas defendem a busca por um equilíbrio entre critérios político-partidários e expertise técnica, garantindo tanto a legitimidade democrática quanto a competência necessária para a boa condução das políticas públicas.